# NGC 4622
NGC 4622 (другие обозначения — ESO 322-57, MCG −7-26-31, AM 1239—402, DCL 142, PGC 42701) — спиральная галактика (Sa) в созвездии Центавр. Находится от нас на расстоянии 200 миллионов световых лет.
Этот объект входит в число перечисленных в оригинальной редакции «Нового общего каталога».
Группа американских астрономов под руководством Джина Берда (Gene Byrd) из Университета Алабамы обнаружила у галактики NGC 4622, кроме внешней пары рукавов, раскручивающихся по часовой стрелке, более слабую внутреннюю пару, раскручивающуюся в противоположном направлении. Это противоречило существовавшим на тот момент представлениям об эволюции галактик.
В галактике вспыхнула сверхновая SN 2001jx. Её пиковая видимая звёздная величина составила 17,5.